# El Chininal
El Chininal är en ort i Mexiko.   Den ligger i kommunen San Fernando och delstaten Chiapas, i den sydöstra delen av landet, 700 km öster om huvudstaden Mexico City. El Chininal ligger 864 meter över havet och antalet invånare är 179.
Terrängen runt El Chininal är kuperad åt sydväst, men åt nordost är den bergig. Runt El Chininal är det ganska tätbefolkat, med 104 invånare per kvadratkilometer. Närmaste större samhälle är Ocozocoautla de Espinosa, 19,2 km sydväst om El Chininal. I omgivningarna runt El Chininal växer huvudsakligen savannskog.